# Sören Osterland
Sören Osterland (1985. december 6. –) német labdarúgó, középpályás, majd edző.